# Cazador junto a una fuente
Chasseur près d'une source
Cazador junto a una fuente (« Chasseur près d'une source ») est une peinture réalisée par Francisco de Goya entre 1786 et 1787 et faisant partie de la cinquième série des cartons pour tapisserie destinée à la salle à manger du Prince des Asturies au Palais du Pardo.

## Contexte de l'œuvre
Tous les tableaux de la cinquième série sont destinés à la salle à manger du Prince des Asturies, c'est-à-dire de celui qui allait devenir Charles IV et de son épouse Marie Louise de Parme, au palais du Pardo. Le tableau a été peint entre 1786 et 1787.
Il fut considéré perdu jusqu'en 1869, lorsque la toile fut découverte dans le sous-sol du Palais royal de Madrid par Gregorio Cruzada Villaamil, et fut remise au musée du Prado en 1870 par les ordonnances du 19 janvier et du 9 février 1870, où elle est exposée dans la salle 94. La toile est citée pour la première fois dans le catalogue du musée du Prado en 1876.
La série était composée de Las Floreras, La Era, La Vendimia, La Nevada, El Albañil herido, Los Pobres en la fuente, El Niño del carnero, Niños con perros de presa, Cazador junto a una fuente, Pastor tocando la dulzaina, Riña de gatos, Pájaros volando et La Marica en un árbol.

## Analyse
La composition est triangulaire, comme dans le reste de la série. L'éclairage est fort, il transmet une sensation de paix à la lumière d’un soir d'automne, sentiment qui se traduit sur le visage du chasseur.
En 1984 et 1987, le croquis de cette toile ainsi que 6 autres furent retrouvés dans les sous-sols du musée. Les artistes avaient l'habitude de faire des croquis préparatoires pour leurs futures toiles ; Goya les appelait « borroncillos » (« petits brouillons »).